# Küstenfunkstelle

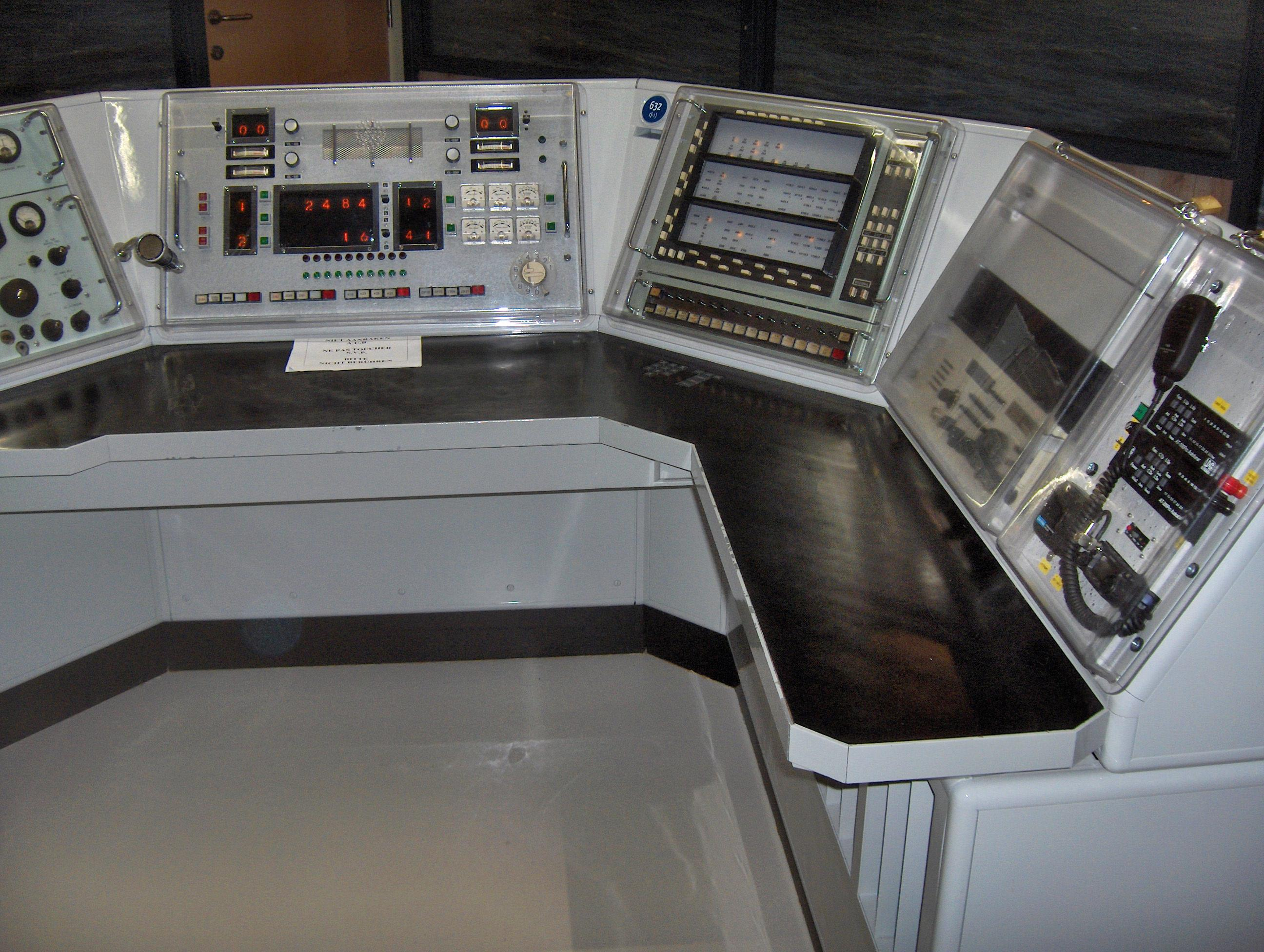
Ehemalige belgische Küstenfunkstelle, ausgestellt im Nationalen Fischereimuseum Koksijde

Küstenfunkstellen (KüFuSt) sind ortsfeste Funkstellen des mobilen Seefunkdienstes, die Nachrichten von und zu Schiffen auf hoher See telegrafisch oder telefonisch weiterleiten. In Notfällen ist über sie die Kommunikation mit den Rettungskräften möglich.

## Bedeutung
Als Seefunkdienst wird der Nachrichtenaustausch mit und zwischen Seeschiffen bezeichnet. Die ortsfesten Funkstellen dieses Dienstes werden „Küstenfunkstellen“, die beweglichen, also die Schiffe, „Seefunkstellen“ genannt. Küstenfunkstellen dienen der Vermittlung des öffentlichen Fernmeldeverkehrs (in diesem Falle Funktelegramme und -gespräche) zwischen den Seefunkstellen und den Fernmeldenetzen an Land. In früheren Zeiten, in denen es noch keinen Satellitenfunk oder Mobiltelefone gab, waren die Reedereien auf den Seefunk angewiesen. Außerdem können Angehörige über das normale Telefonnetz und die Vermittlung der Küstenfunkstelle mit Schiffsbesatzungen auf See Kontakt aufnehmen.
Aus allen Seegebieten der Erde laufen private Telefongespräche und Telegramme und eine noch größere Anzahl von dienstlichen Angelegenheiten über derartige Funknetze, wie Nachrichten von und an Reedereibüros, Charterer, Schiffsmakler und Hafenbetriebe.
Seit den 1990er Jahren hat sich die Struktur des weltweiten Seefunkes grundlegend verändert und damit auch die Bedeutung von Küstenfunkstellen. Durch die weltweite Abdeckung der Meere durch Navigations- und Kommunikationssatelliten nutzen viele kommerzielle Schiffsbetreiber vor allem das Inmarsat-Satellitentelefonnetz. Die analoge Vermittlung von Gesprächen durch Küstenfunkstellen über weltweiten Kurzwellenfunk entfällt damit. In der nichtkommerziellen Seefahrt werden vermehrt die landgebundenen Mobilfunknetze genutzt, da sie in küstennahen Gewässern wie der Ostsee eine brauchbare Abdeckung gewährleisten.
Küstenfunkstellen spielen heute noch in drei wesentlichen Bereichen eine Rolle:
Zum einen sind sie fester Bestandteil des Global Maritime Distress and Safety System (kurz GMDSS, weltweites Seenot- und Sicherheitsfunksystem). Die ununterbrochene Beobachtung der Telegrafie- und Sprechfunk-Notfrequenzen, die Leitung des Not- und Dringlichkeitsfunkverkehrs innerhalb des Seenotbereichs der zuständigen Küstenfunkstelle gehören heute auch meist noch zum Umfang der Arbeit. Ebenso die koordinierte Weitergabe von Informationen über Seenotfälle an die zuständigen Dienststellen und Organisationen der Rettungsdienste. Nach der Einstellung aller öffentlichen deutschen Küstenfunkstellen operiert als einzige nichtprivate Einrichtung das Bremen Rescue Radio (BRR) als Funkstelle des MRCC Bremen (Maritime Rescue Coordination Center) für den GMDSS-Betrieb.
Die militärische Seefahrt betreibt meist eigene Küstenfunkstationen, da sie ihre Kommunikation unabhängig von öffentlichen Netzen halten möchte. Die Seestreitkräfte greifen nur teilweise auf kommerzielle und meist auf hoheitlich betriebene Satellitenfunksysteme zurück.
Schließlich kam es nach dem Ende der öffentlichen Seefunkstellen zu einer zunehmenden Kommerzialisierung des Seefunkes. Auch die öffentlichen Küstenfunkstellen erhoben Gebühren, doch sind an ihre Stelle mittlerweile Funkstellen gerückt, die von Kommunikationskonzernen oder Privatpersonen betrieben werden, die z. B. weltweiten E-Mail-Verkehr anbieten und eigene Abrechnungsstellen betreiben. Ein Beispiel hierfür ist das von Swisscom betriebene Bernradio. In Deutschland bietet die Kiel Radio GmbH verschiedene Dienste an.

## Geschichte
Der Seefunkdienst ist einer der ältesten Betriebszweige des Funkwesens. Die ersten Versuche mit drahtloser Telegrafie wurden an den Küsten durchgeführt. Schiffe und Feuerschiffe waren dabei die Träger der ersten Funkanlagen. Das Jahr 1897 gilt als Entstehungsjahr der praktischen Funktelegrafie, denn damals gelang es Guglielmo Marconi das erste Mal am Bristol-Kanal auf eine Entfernung von 5,5 km Nachrichten drahtlos zu übermitteln. Am 10. Dezember 1901 wurde von ihm das erste Morsezeichen (Buchstabe „S“) zwischen England und dem Signal Hill bei St. Johns, Neufundland übermittelt.

### Funkversuche in Straßburg
Ab 1898 beschäftigte sich Ferdinand Braun, Rektor der Kaiser-Wilhelm-Universität in Straßburg erneut mit der Funktechnik. Braun und Hertz waren einander bekannt, denn Hertz war Nachfolger von Braun an der Technischen Universität Karlsruhe. Man hatte nach der Entdeckung der Funkwellen durch Hertz 1887 den Funkwellen keinerlei Bedeutung beigemessen. Zunächst leitete Braun wie andere Forscher auch die Funkwellen in Gewässer ein, ging jedoch rasch zu Luftleitern über. Im Frühjahr 1899 besuchte er Cuxhaven, um die Modalitäten für die Versuche an der See mit den Behörden abzustimmen. Man äußerte Bedenken, dass die Funkwellen möglicherweise die Kompasse der Schiffe stören würden, die auf der Elbe passieren. Die Geschichte des deutschen Seefunks ist mit der Insel Borkum und besonders mit der Stadt Cuxhaven verbunden.

### Küstenfunkstelle Borkum
Am 15. Mai 1900 wurde am Kleinen Borkumer Leuchtturm und auf dem Feuerschiff Borkum Riff eine Station des Marconi-Systems in Betrieb genommen. Betreiber war die Wasser- und Schifffahrtsverwaltung in Emden, bezahlt wurden die Anlagen durch den Norddeutschen Lloyd Bremen. Diese Station gilt als die weltweit erste Station, die für einen kommerziellen Dienst eingerichtet wurde.

### Funkversuche in Cuxhaven
Zunächst übernahm Brauns Assistent Cantor die ersten Versuche an der See und wurde ab Sommer 1899 durch Jonathan Zenneck abgelöst, der bis zum Ende der Versuche im Herbst 1900 in Cuxhaven war. Ausgehend vom Leuchtturm (Baujahr 1804) an der Alten Liebe wurden neue Schaltungen, Antennen und Anordnungen ausprobiert.
Das Seebäderschiff Silvana der Nordseelinien wurde benutzt, um auf den Fahrten zwischen Cuxhaven und Helgoland die Anlagen an Bord eines Schiffes auszuprobieren. Die Landstation wurde später zur Kugelbake nach Cuxhaven-Döse verlegt. Am 24. September 1900 konnte der Erfolg gefeiert werden: Braun ist auf Helgoland; spontan aufgefordert, einen Text zu formulieren, der zum Festland drahtlos übermittelt werden soll, dichtete er:

„Zum heutigen Feste, der Wünsche beste, trinkt nicht so viel bei Dölle, sonst werdet ihr völle.“

Dölle war damals ein bekanntes und beliebtes Hotel in Cuxhaven. An Zenneck wird in Cuxhaven-Döse, direkt am Seedeich in Sichtweite der Kugelbake, durch einen Gedenkstein in Form eines Obelisk erinnert.
Nach dem Erfolg wurden die Feuerschiffe in der Elbemündung mit Telegraphiefunkanlagen ausgerüstet und nahmen an einem Schiffsmeldedienst teil. Die Versuche an der Nordsee waren damit beendet und Zenneck kehrte nach Straßburg zurück. Zenneck wurde später selbst Professor und hatte bedeutenden Anteil an der Erforschung der Ionosphäre; er wurde unter anderem Direktor des Deutschen Museums in München.
Cuxhaven gilt als Wiege des deutschen Seefunks.
1904 wurde an der Alten Liebe in Cuxhaven die „Marinefunkenstation Cuxhaven“ errichtet, die zunächst rein militärischen Zwecken diente. Ab 1906 vermittelte sie auch Telegramme privaten Inhalts von See an die Reichspostverwaltung. Von 1910 an waren neben den Marineangehörigen auch Postbeamte bei dieser Funkstelle tätig. Schließlich übernahm 1912 die Reichspostverwaltung diese Station und betrieb sie seitdem als Küstenfunkstelle für den öffentlichen Seefunkverkehr. Damit begann praktisch die Geschichte von Elbe-Weser Radio. Der Dienst wurde am 15. Dezember 1996 geschlossen und an Norddeich Radio abgegeben.

### Küstenfunkstelle Norden
Die bekannteste deutsche Küstenfunkstelle war Norddeich Radio: Angeblich auf Anweisung von Kaiser Wilhelm II. wurde ab 1902 der Aufbau einer Küstenfunkstelle betrieben, die den Bereich der Westlichen Deutschen Bucht bis zum Ärmelkanal abdecken sollte. 1907 ging die Anlage in Norddeich in Betrieb. In den 1990er Jahren wurden die Aufgaben der weiteren deutschen Küstenfunkstellen schrittweise auf Norddeich Radio übertragen bis am 31. Dezember 1998 die Station endgültig abgeschaltet wurde.

### Küstenfunkstelle Swinemünde
Für den Bereich der Ostsee wurde 1911 in Swinemünde eine Küstenfunkstelle in Betrieb genommen. Sie wurde 1932 unter dem Namen Rügen Radio nach Glowe verlegt und blieb bis 1998 in Betrieb und der Kurzwellenverkehr von Rügen Radio bei Norddeich Radio angegliedert.

### Bernradio
Bernradio (Rufzeichen HEB) war die weltweit tätige Küstenfunkstelle der Schweiz. Sie war die einzige Küstenfunkstelle der Welt, die von einem Binnenstaat betrieben wurde. Seefunk wurde in der Schweiz von 1941 bis 2016 betrieben.

### Küstenfunkstelle Kiel
Nach dem Zweiten Weltkrieg wurde 1946 zur Abdeckung des bundesdeutschen Teiles der Ostsee mit Kiel Radio eine neue Küstenfunkstelle in Betrieb genommen, die bis 1994 bestehen blieb.

### Küstenfunkstellen Lüderitzbucht und Swakopmund
Die erste Küstenfunk-Station in Deutsch-Südwestafrika wurde am 1. Februar fertiggestellt und am 4. Februar 1912 in Swakopmund eröffnet.
Die Reichs-Funktelegraphenanstalt in Lüderitzbucht ging am 3. Juni 1912 in Betrieb.
Zusätzlich zu diesen vier Küstenfunkstellen gab es noch zahlreiche abgesetzte Stationen, die von diesen aus fernbedient wurden.

## Ende der amtlichen Küstenfunkstellen für den öffentlichen Verkehr in Deutschland
Mit der zunehmenden Konzentration der Seefunkdienste in den neunziger Jahren unter anderem durch Einführung der Satellitenkommunikation wurden nach und nach immer mehr Küstenfunkstellen geschlossen und sämtliche Dienste erst auf Norddeich Radio zusammengefasst und dann eingestellt. Am 31. Dezember 1998 wurde in Deutschland der amtliche Küstenfunkdienst endgültig abgeschaltet.
Heute wird die Überwachung der Seefunk-Frequenzen, z. B. auf Notrufe, durch die Seenotleitung Bremen (MRCC Bremen) wahrgenommen. Betreiber ist die Deutsche Gesellschaft zur Rettung Schiffbrüchiger (DGzRS), die in ihrer Zentrale eine 24-Stunden-Hörwache sicherstellt. Ihr Funkrufname ist Bremen Rescue Radio. Wegen der begrenzten UKW-Reichweite von ca. 30 sm (rd. 55 km) wird ein UKW-Relais-Funksystem mit 19 Funkstationen an exponierten Standorten betrieben, das die gesamte deutsche Küste abdeckt.

## Militärische Küstenfunkstellen
Die Fernmeldeeinheiten der Deutschen Marine betreiben nach wie vor eigene Küstenfunkstellen. Die Anlagen unterstanden bis zu dessen Auflösung 2002 dem Marineführungsdienstkommando und seitdem der Führungsunterstützungsgruppe des Flottenkommandos und der Führungsunterstützungsgruppe des Marineamtes. Seit 2012 unterstehen die Anlagen dem Marineunterstützungskommando.
Bekannt sind folgende Sendeanlagen:
- Längstwellensender DHO38 in Saterland
- Marinefunksendestelle Marlow
- DHJ59 in Neuharlingersiel
- Marinefunksendestelle Hürup

## Listen von Küstenfunkstellen
| Sendername               | Rufzeichen        | Land                | Aktivität                                 |
| ------------------------ | ----------------- | ------------------- | ----------------------------------------- |
| Townsville Radio         | VZG               | Australien          | Mitglied des GLN seit 2006                |
| Darwin Radio             | VID               | Australien          | Betrieb 2002 eingestellt                  |
| Ostend Radio             | (OST)             | Belgien             | seit 1930                                 |
| Portishead Radio         | (GKB)             | Großbritannien      | 1928 bis 2000                             |
| Lyngby Radio             | (OXZ)             | Dänemark            | aktiv seit 1924                           |
| Bergen Radio             | (LGN)             | Norwegen            | Dienst 2004 auf Rogaland Radio übertragen |
| Kystradio Sør            | (LGB, früher LGQ) | Norwegen            | ehemals Rogaland Radio, aktiv             |
| Bernradio                | HEB u. a.         | Schweiz             | 1922 bis 2016                             |
| Stockholm Radio          | SDJ               | Schweden            | aktiv seit 1914                           |
| San Francisco Radio      | KFS               | Vereinigte Staaten  |                                           |
| Shanghai Radio           | XSG               | Volksrepublik China | aktiv                                     |
| KKL Radio                |                   | Vereinigte Staaten  | aktiv                                     |
| KPH Radio                | KPH, KSM          | Vereinigte Staaten  | aktiv                                     |
| Isfjord Radio            |                   | Norwegen            | ferngesteuert von Kystradio Nord          |
| Taupo Maritime Radio/ZLM |                   | Neuseeland          | aktiv                                     |
| Kystradio Nord           | LGP               | Norwegen            | ehemals Bodø Radio, aktiv seit 1938       |
| Scheveningen Radio       | (PCH)             | Niederlande         | 1904 bis 31. Dezember 1998                |

| Küstenfunkstelle    | Besetzungszeitraum | danach fern- gesteuert von | SMD ab            | DP07 ab      |
| ------------------- | ------------------ | -------------------------- | ----------------- | ------------ |
| Kiel Mail           | seit Nov. 2000     | Kielradio GmbH             | Initiator des GLN | unabhängig   |
| Norddeich Radio     | 1907–1998          |                            |                   |              |
| Rügen Radio         | 1911–1998          | Norddeich Radio            | ?                 |              |
| Elbe-Weser Radio    | 1904–1996          | Norddeich Radio            | ?                 | 1. Apr. 2000 |
| Kiel Radio          | 1946–1994          | Rügen Radio                | 25. März 1999     | 1. Apr. 2000 |
| Bremen Radio        | 1962 sofort Relais | Elbe-Weser Radio           | ?                 | 1. Apr. 2000 |
| Hamburg Radio       | 1959 (?)–1961      | Elbe-Weser Radio           | 1. Jan. 1999      | 1. Apr. 2000 |
| Eiderstedt Radio    | 1963 sofort Relais | Elbe-Weser Radio           | ?                 |              |
| Helgoland Radio     | ? –?               | Elbe-Weser Radio           | 7. Apr. 1999      |              |
| Nordfriesland Radio | 1963 sofort Relais | Elbe-Weser Radio           |                   | 1. Apr. 2000 |
| Flensburg Radio     | 1963 sofort Relais | Kiel Radio                 | ?                 | 31. Mai 2007 |
| Lübeck Radio        | 1963 sofort Relais | Kiel Radio                 | ?                 | 1. Apr. 2000 |
| Rostock Radio       | 1963 –?            | Rügen Radio                | ?                 | Juni 2007    |
| Wismar Radio        | 1971 –?            | Rügen Radio                | ?                 |              |
| Arkona Radio        | ? –?               | Rügen Radio                | ?                 | 1. Apr. 2000 |
| Fischland Radio     | ? –?               | Rügen Radio                | ?                 |              |
| Finkenwerder Radio  |                    |                            | Mai 1998          |              |
| Cuxhaven Radio      |                    |                            | Mai 1998          |              |
| Borkum Radio        |                    |                            | ?                 | 1. Apr. 2000 |
| Accumersiel Radio   |                    |                            | ?                 | ?            |